# 두동로 (울산)
두동로(Dudong-ro)은 울산광역시 울주군 범서읍 입암리 천상1교사거리와 두동면 봉계리 탑세일마트를 잇는 도로이다.

## 노선 경로
- 당앞로와 직결
- 입암하부램프/범서육교 - 울밀로
- 선바위교삼거리 - 구영로
- 삼거리 명칭 미상 - 인보구미로
- 삼거리 명칭 미상 - 계명1길